# Марсел Пруст
Валантен Луи Жорж Йожен Марсел Пруст (на френски: Valentin Louis Georges Eugène Marcel Proust) е френски писател – романист, критик и есеист. Виден представител на модернизма в литературата от началото на XX век, той е известен на първо място със своя монументален многотомен роман „По следите на изгубеното време“, публикуван между 1913 и 1927 г.
Пруст използва повествователния стил „поток на съзнанието“, характерен и за други модернистични писатели, като Джеймс Джойс или Вирджиния Улф, като предава хронологично събития, спомени, впечатления, настроения и състояния така, както възникват в съзнанието на разказвача и героите. Повлиян от философията на Анри Бергсон, в романите си той често се спира на проблемите за времето, за индивидуалното съзнание, за съня, за спомена, за междучовешките отношения.

## Биография

### Младежки години
Марсел Пруст е роден на 10 юли 1871 г. в Отьой, западно предградие, присъединено към Париж, в къщата на чичо на майка му. Това става два месеца след подписването на Франкфуртския договор, поставил официално край на Френско-пруската война, и по време на насилията при унищожаването на Парижката комуна. Първите години от живота на писателя съвпадат с времето на установяване на Третата република и по-късно голяма част от книгите му ще бъде посветена на мащабните обществени промени в края на 19 век, най-вече на упадъка на аристокрацията и възхода на средната класа.
Бащата на Марсел Пруст, Адриан Пруст (1834 – 1903), роден в семейството на бакалин от градчето Илиѐ, е известен патолог и епидемиолог, посветил голяма част от живота си на предотвратяването на епидемиите от холера и поставил основите на обществената хигиена във Франция. Майката, Жана Клеманс Вейл (1849 – 1905), към която писателят остава необичайно привързан до края на живота ѝ, е дъщеря на богато и образовано еврейско семейство, произхождащо от Елзас. Тя е образована, говори добре немски и английски, а писмата ѝ демонстрират силно развитото ѝ чувство за хумор.
На девет години Марсел Пруст получава първите сериозни пристъпи на астма и оттогава го смятат за болнаво дете. Той прекарва дълго време в Илие, като спомените му оттам, заедно с тези от родната му къща в Отьой, се превръщат в прототип на измисленото градче Комбре от „По следите на изгубеното време“. При честванията на стогодишния юбилей на Пруст Илие е официално преименувано на Илие-Комбре.
През 1882 г. Марсел Пруст постъпва в лицея Кондорсѐ. Макар че често отсъства поради болестта си, той се отличава в литературата и през последната си година получава награда за успехи в тази област. Чрез своите съученици в елитното училище по-късно той получава достъп до светските салони на едрата буржоазия. Въпреки здравословните си проблеми, през 1889 – 1890 г. Пруст служи в армията, като прекарва военната си служба в Орлеан.

### Първи литературни опити
През следващите години Марсел Пруст си създава репутация на сноб и литературен дилетант, която по-късно му създава затруднения при публикуването на първата част на „По следите на изгубеното време“. През 90-те години на 19 век той често посещава салоните на госпожа Строс, вдовица на Жорж Бизе и майка на неговия съученик Жак Бизе, и на госпожа Арман дьо Каяве, майка на неговия приятел Гастон Арман дьо Каяве, в чиято годеница Жана Пуке Пруст се влюбва. Чрез госпожа Арман дьо Каяве той се запознава с известния писател Анатол Франс, неин любовник.
През лятото на 1896 г. Пруст постъпва на работа в библиотеката „Мазарини“, но излиза в продължителен отпуск по болест, след което окончателно напуска.
На практика той никога не е заемал каквато и да е официална длъжност, а до смъртта на родителите си живее в техния апартамент.
Първите години на 20. век донасят значителни промени в личния живот на Марсел Пруст. През февруари 1903 г. по-малкият му брат Робер се жени и напуска дома. През ноември същата година умира баща им, а през септември 1905 г. – и силно обичащата Марсел тяхна майка.

### „По следите на изгубеното време“
Марсел Пруст получава от майка си значително наследство, но здравето му продължава да се влошава. Той прекарва последните три години от живота си почти без да напуска облицованата си с корк спалня, като спи през деня и работи нощем, за да завърши романа си. В самия край на 1906 г. Пруст се преселва от улица Курсел (където семейството живее от 1900 г.) на булевард Осман, в квартирата на току-що починалия негов вуйчо Жорж. По време на Първата световна война Пруст субсидира публичен дом за хомосексуални.
Марсел Пруст умира на 18 ноември 1922 г. в Париж от пневмония и белодоробен абсцес. Погребан е в парижкото гробище Пер Лашез.

## Творчество
Според някои литературни критици Марсел Пруст поставя началото на модерния роман. Авторът се отказва да търси главно интригата в повествованието и се посвещава на обрисуването на истината за човешката душа. Темите са развити в музикална последователност и съответствията са близки до поезията. Пруст е искал да обхване живота в движение и флуктуациите на афективната памет. Той завеща неповторими портрети, претворени места, размисли за любовта, ревността, картина на живота, чийто единствен смисъл е изкуството.
Творчеството на Марсел Пруст е и задълбочен размисъл за времето, за неговата относителност и невъзможността да се улови настоящето. Животът се изнизва неосъзнато от индивида и само благодарение на случайно събитие – вкусът на бисквитката „Мадлен“, препъването в паве – той осъзнава миналото в неговата цялост и разбира, че само миналото, „изгубеното“ време има стойност. Времето не съществува нито като настояще, нито като бъдеще, а само като минало и неговото осъзнаване граничи със смъртта. Само съзнаването на миналото време обединява фрагментарното ежедневие.
С анализа на снобизма и обществото на аристократи и буржоа от неговото време творчеството на Пруст поставя проблемите за социалните мотиви на индивида и взаимоотношенията му с другите, инструментите на социалното издигане. Подобно на Балзак Пруст изгражда въображаем свят, копие на реалния, изпълнен с герои превърнали се днес в морални и социални архетипи. Подобно на героите на Балзак Дядо Горио, Йожени Гранде, херцогиня дьо Ланже или Вотрен героите на Пруст мадам дьо Вердюрен, херцогиня дьо Германт, Шарлю, или Суан са въплъщение на безкористност, амбиции, високомерие от принадлежността към висшето общество, подлост.
Любовта и ревността са анализирани по нов начин. Любовта на Суан и на Разказвача съществуват само чрез ревността. Ревността или просто фактът, че не си избраникът, пораждат любовта, която се подхранва не от действително осъществената пълнота, а от отсъствието. Суан се жени за Одет дьо Креси, когато вече не я обича. Разказвачът обича най-силно Албертин, когато тя изчезва от живота му.
Пруст, който е гей, е един от първите европейски романисти, които открито и пространно описват хомосексуалността. Предполага се, че е имал продължителна връзка с автора на песни, пианист и композитор Рейналдо Ан.

### Ранни произведения
- 1896 – „Удоволствия и дни“ (фр. Les Plaisirs et les Jours)
- 1896 – 1899 – „Жан Сантьой“ (фр. Jean Santeuil)
- 1908 – 1909 – „Против Сен-Бьов“ (фр. Contre Sainte-Beuve) (превод Юлиан Жилиев, София: Ерго, 2012)[8]
- 1919 – „Аферата Льомоан“ (фр. Pastiches et Melanges) (превод Юлиян Жилиев)

### Разкази
- „Изповедта на една девойка“ (превод Мария Георгиева)
- „Виолант или светският живот“ (превод Мария Георгиева)
- „Изповедта на един майцеубиец“ (превод на Мария Георгиева)

### „По следите на изгубеното време“
- 1913 – „На път към Суан“ (фр. Du côté de chez Swann) (превод Лилия Сталева)
- 1919 – „Запленен от момичета в цвят“ (фр. À l’ombre des jeunes filles en fleurs) (превод Лилия Сталева)
- 1921 – 1922 – „Обществото на Германт“ (I и II) (фр. Le côté de Guermantes I et II) (превод Мария Георгиева)
- 1922 – 1923 – „Содом и Гомор“ (I и II) (фр. Sodome et Gomorrhe I et II) (превод Мария Георгиева)
- 1925 – „Пленницата“ (фр. La prisonnière) (превод Мария Георгиева)
- 1927 – „Изчезналата Албертин“ (фр. Albertine disparue) (превод Мария Георгиева)
- 1927 – „Възвърнатото време“ (фр. Le Temps retrouvé) (превод Мария Георгиева)